# Santu Casanova
Santu Casanova (nacido Pierre-Toussaint Casanova)(Azzana, Córcega 1850- Livorno 1936) fue un escritor francés en lengua corsa, uno de los padres de la literatura corsa moderna.
Empezó escribiendo en italiano, donde destacan las obras Meraviglioso Testamanto di Francesco, morto in Cargese li 18 Maggio 1875 («Maravilloso testamento de Francesco, muerto en Cargese el 18 de mayo de 1875», 1876), Contrasto curioso fra un Guagnese e un Chiglianese («Contraste curioso de un Guagnese y un Chiglianese», 1876) y La Morte e i Funerali di Spanetto («La muerte y los funerales de Spanetto», 1896). 
Pero en 1896 fundó el semanario satírico A Tramuntana en lengua corsa. Dirigiría la revista hasta su muerte, en la que intentará sistematizar la ortografía del corso. En ella publicarían todos los futuros autores en corso, como Petru Rocca.

## Obra
- Meraviglioso testamento di Francesco, morto in Cargese li 18 Maggio 1875 1875
- Dialetto Corso, 1876
- A morte è i funerali di Spanettu, 1892
- Primavera Corsa, 1927
- Fiori di Cirnu, 1930

- Datos: Q2572079
- Multimedia: Santu Casanova / Q2572079